# Manuel Zelaya

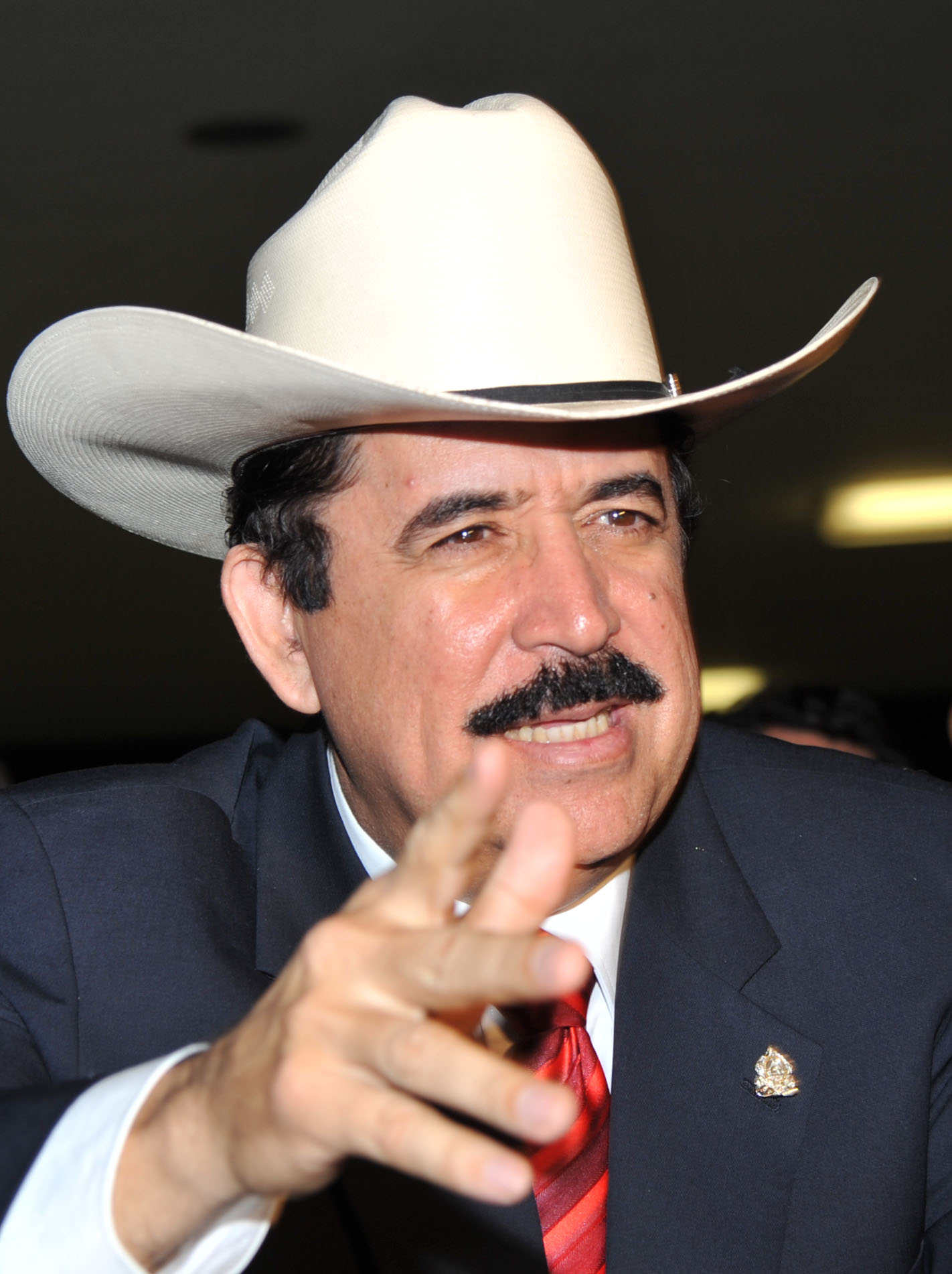
Manuel Zelaya (2009)

José Manuel Zelaya Rosales [xoˈse maˈnwel seˈlaja roˈsales], auch Mel Zelaya, (* 20. September 1952 in Catacamas) ist ein honduranischer Politiker. Er wurde am 27. November 2005 als Nachfolger von Ricardo Maduro zum Staatspräsidenten von Honduras gewählt. 2009 stürzte ihn das honduranische Militär im Rahmen eines Verfassungskonflikts. Seit September 2010 ist Zelaya Abgeordneter im Zentralamerikanischen Parlament.

## Laufbahn
Zelaya studierte an der honduranischen Nationaluniversität. Er wurde als Bauingenieur ausgebildet und war auch Grundbesitzer einer Ranch im Departamento Olancho. Bis 1984 war er Funktionär in verschiedenen Unternehmerverbänden und saß im Vorstand einer Privatbank. Zwischen 1985 und 1998 war Zelaya dreimal als Abgeordneter im Nationalkongress vertreten. Er hatte zudem verschiedene Führungspositionen in der Liberalen Partei von Honduras (PLH) inne und wurde Minister mit Zuständigkeit für den honduranischen Sozialinvestitionsfonds (FHIS). Unter der Präsidentschaft von Carlos Roberto Flores Facussé initiierte Zelaya ein Dezentralisierungsprogramm, welches Verantwortung an die lokalen Gemeinschaften zurückgab. Er nutzte sowohl die Einteilung nach öffentlichen Verwaltungsstrukturen als auch eine Klassifizierung der Bevölkerung in 297 indigene oder traditionelle Gemeinschaften. Er plante, dieses Schema auch als Präsident wieder anzuwenden.

### Präsidentschaft

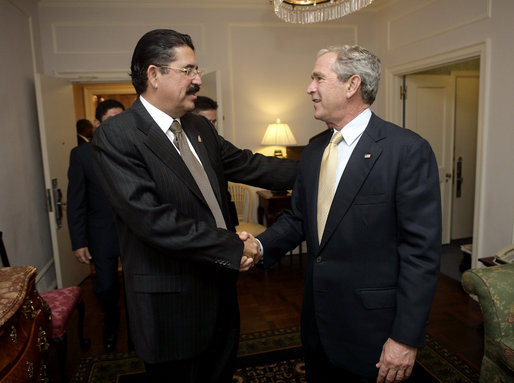
Zelaya mit US-Präsident Bush in New York am 18. September 2006

Im Wahlkampf zu den Präsidentschaftswahlen vom 27. November 2005 war eine seiner Hauptforderungen die Verdoppelung der honduranischen Polizeieinheiten von 9000 auf 18.000 Personen. Er versprach auch die Schaffung eines Ausbildungsprogramms zur gesellschaftlichen Integration von Mitgliedern der Mara-Salvatrucha-Banden. Damit stand er im Kontrast zu seinem Gegenkandidaten Porfirio Lobo Sosa vom Partido Nacional, der die breite Anwendung der Todesstrafe für die Verbrechen der Gangs forderte. In den Medien wurde der Sieg Zelayas daher als nationales Votum für Versöhnung statt Konfrontation bezeichnet. Weiterhin versprach er, gegen die in Honduras weit verbreitete Korruption vorzugehen und sich für Elemente der direkten partizipativen Demokratie einzusetzen.
Während seiner Amtszeit verringerte Zelaya mit seiner Politik die Armut in der Bevölkerung durch Erhöhung des Mindestlohns um 60 Prozent, von rund 6 US-Dollar pro Tag (etwa 4 Euro) auf 9,60 US-Dollar pro Tag (etwa 6,50 Euro), die Gewährung von Zuschüssen für Kleinbauern und die Kürzung von Zinssätzen der Banken, womit er sich die Feindschaft der Eliten zuzog.
2008 trat Honduras unter Zelayas Regierung dem Staatenbund ALBA bei. Zelaya, bisher ein treuer US-Verbündeter, kritisierte bei dieser Gelegenheit scharf die USA und forderte einen „sozialen oder sozialistischen Liberalismus“. Der ALBA-Beitritt ist der Versuch, Honduras aus der engen Bindung an die USA zu lösen.

### Entmachtung
Am 28. Juni 2009 wurde Manuel Zelaya in einem mit Hilfe des Militärs durchgeführten Putschs gestürzt und noch am selben Tag nach Costa Rica ausgeflogen, wobei die Maschine eine Zwischenlandung auf der gemeinsam mit der US-Luftwaffe betriebenen Luftwaffenbasis Soto Cano, auch bekannt als Palmerola, durchführte. Am selben Tag berief das honduranische Parlament seinen Präsidenten Roberto Micheletti zum Nachfolger Zelayas. Zelaya selbst erklärte aus dem Exil, er sei weiterhin der rechtmäßige Staatschef. Auch die internationale Staatengemeinschaft und die USA erkannten ausschließlich Zelaya als rechtmäßigen Präsidenten von Honduras an.
Zelaya und die meisten Regierungen Lateinamerikas und der Karibik bestreiten, dass seine Entfernung aus dem Amt rechtmäßig war. Gerade lateinamerikanische Staatsführungen brachten die Befürchtung vor, dass der Umsturz eine neue Phase von Militärputschen in Lateinamerika einleiten könnte. In der Organisation Amerikanischer Staaten (OAS) gab es eine Übereinkunft, keinen Militärputsch in einem Mitgliedsland zu dulden.
Daneben existiert die These, dass es sich nicht um einen Putsch gehandelt habe, da Zelayas Verhaftung durch das Militär auf Grund eines Befehls des Obersten Gerichtshofs erfolgt sei. In Deutschland wurde diese Meinung vor allem von der FDP-nahen Friedrich-Naumann-Stiftung für die Freiheit (FNF) mit ihrem Repräsentanten in Zentralamerika, Christian Lüth, und ihrem Vorsitzenden in Deutschland, Wolfgang Gerhardt, vertreten. Christian Lüth schrieb in einem Zeitungsbeitrag, dass das Militär die Befehle des Obersten Gerichts ausführte.
Dagegen spricht, dass Zelaya nach seiner Ergreifung vom Militär ins Ausland verbracht wurde. Artikel 241 der honduranischen Verfassung erlaubt es einem Präsidenten nicht, sich ohne Genehmigung durch das Parlament für mehr als 15 Tage im Ausland aufzuhalten. Bei Zuwiderhandlung kann er abgesetzt werden.
Wenn seine Verhaftung durch das oberste Gericht angeordnet worden wäre, hätte Zelaya nach Artikel 82 der Verfassung einem ordentlichen Prozess zugeführt werden müssen, einschließlich des Rechtes auf Verteidigung gegen die Anklage. Nach Artikel 85 hätte eine Arrestierung nach definierten rechtsstaatlichen Kriterien ablaufen müssen.
Nach Angaben des honduranischen Staatsanwalts Jari Dixon Herrera war von einem Festnahmebefehl erstmals am Nachmittag des 30. Juni 2009, gut zwei Tage nach dem Putsch, die Rede. Dieser soll am 25. Juni vom Obersten Gerichtshof erlassen worden sein. Im Sekretariat des Obersten Gerichtshofes wird nach Angaben des Juristen jede eingehende Anklage handschriftlich in einem Buch, dem Logbuch des Gerichts, festgehalten. Nach der angeblichen Anklageerhebung am 25. Juli 2009 waren jedoch schon weitere Fälle vermerkt, eine nachträgliche Eintragung in diesem Register war daher unmöglich. Es sei daraufhin ein neues Buch angelegt worden. Einziger Eintrag: der Fall Zelaya.
Dem Putsch vorausgegangen war ein Streit über eine geplante Volksbefragung darüber, ob zeitgleich mit der Präsidentenwahl am 29. November ein Referendum über die Einberufung einer verfassunggebenden Versammlung durchgeführt werden solle. Die geplante Volksbefragung hätte keinerlei rechtlich bindende Wirkung gehabt, sondern konnte allenfalls als psychisches Druckmittel auf die Abgeordneten dienen, ihre Zustimmung zur Abhaltung eines rechtlich bindenden Referendums nicht entgegen dem Volkswillen zu verweigern.
Am Tag seines Sturzes sollte die Volksbefragung durchgeführt werden. Jedoch fand er für sein Vorhaben keine parlamentarische Mehrheit. Gegner warfen Zelaya vor, er beabsichtige, sich eine zukünftige Präsidentschaftswiederwahl zu ermöglichen. Honduras Oberster Gerichtshof erklärte die Volksbefragung für illegal. Zelaya entließ daraufhin am 24. Juni Armeechef Romeo Vásquez, da sich dieser weigerte, die Volksbefragung durchzuführen. In Honduras ist das Militär verantwortlich für die Verteilung der Wahlurnen. Am nächsten Tag ordnete der Oberste Gerichtshof die Wiedereinsetzung Vásquez' und die Vernichtung der Stimmzettel an. Zelaya mobilisierte daraufhin seine Anhängerschaft, mit der er zum Gelände des Militärflugplatzes in Tegucigalpa zog und das dort lagernde Abstimmungsmaterial abtransportierte, um es im Land verteilen zu lassen.
Einige Tage nach dem Putsch wurde Honduras aus der OAS ausgeschlossen. Zelaya reiste nach Nicaragua weiter und kündigte von dort aus mehrfach an, nach Honduras zurückzukehren. Vermittlungsbemühungen des costa-ricanischen Präsidenten Óscar Arias Sánchez scheiterten. Am 24. Juli 2009 übertrat Zelaya kurzzeitig in der nicaraguanischen Kleinstadt Las Manos im Beisein von internationalen Reportern und Kamerateams die honduranische Grenze, kehrte aber umgehend auf die nicaraguanische Seite zurück, um einer drohenden Verhaftung zu entgehen.

### Exil und Rückkehr
Am 21. September 2009 kehrte Zelaya überraschend nach Honduras zurück. Es gelang ihm, unbehelligt in die Hauptstadt Tegucigalpa zu fahren und dort in der brasilianischen Botschaft Asyl zu finden. Zelaya rief die Bevölkerung zu friedlichen Protesten und die Interimsregierung zu Verhandlungen auf. Die Regierung schloss umgehend den Flughafen von Tegucigalpa und errichtete Straßensperren, um den Zustrom der Anhänger Zelayas in die Hauptstadt zu stoppen. Zelaya warf der honduranischen Regierung nach Medienangaben vor, ihn heimlich vergiften und die Botschaft stürmen zu wollen, sowie dass israelische Söldner angeheuert wurden, die ihn töten sollen. Deshalb und wegen eines Interviews des Direktors des Senders Radio Globo, David Romero, einem seiner engsten Gefolgsleute, in dem dieser den Holocaust gerechtfertigt und als „historische Mission“ bezeichnet hatte, wurde Zelaya von Brasiliens Außenminister Celso Amorim aufgefordert, sich im Ton „umgehend und eindeutig zu mäßigen“.
Nach mehrwöchigen Verhandlungen zwischen Zelaya und De-facto-Präsident Micheletti einigten sich am 29. Oktober 2009 die Konfliktparteien auf einen Plan zur Klärung der Verfassungskrise. Gemäß den Vereinbarungen entschied das honduranische Parlament am 2. Dezember 2009 über eine Wiedereinsetzung Zelayas als Staatspräsident. Die Mehrheit der 128 Abgeordneten des von konservativen Parteien dominierten Kongresses sprach sich in namentlicher Abstimmung dafür aus, Zelaya nicht vorübergehend an die Macht zurückkehren zu lassen. Neuer Präsident des Landes wurde am 27. Januar 2010 der konservative Politiker Porfirio Lobo Sosa, der am 29. November 2009 die Wahl gewann. Die Widerstandsbewegung in Honduras wie auch zahlreiche Regierungen Lateinamerikas bestritten die Legitimität der Wahl Lobos und sahen Zelaya nach wie vor als Staatschef seines Landes an. So wollten zahlreiche südamerikanische Staaten aus Protest gegen die Einladung Porfirio Lobos zum EU-Lateinamerika-Gipfel im Jahr 2010 das Treffen in Madrid boykottieren, worauf die spanische Ratspräsidentschaft ihre Einladung an Porfirio Lobo zurückzog.
Nach einem viermonatigen Aufenthalt in der brasilianischen Botschaft in Tegucigalpa erklärte sich Zelaya Ende Januar 2010 bereit, Honduras zu verlassen. Nach Verhandlungen zwischen Porfirio Lobo und dem dominikanischen Präsidenten Leonel Fernández wurde Zelaya mit seiner Familie und engen Mitarbeitern von der Dominikanischen Republik aufgenommen.
Im März 2010 wurde Zelaya zum politischen Chef-Koordinator des Erdölbündnisses Petrocaribe bestimmt. Er soll dort einem neu geschaffenen „politischen Rat für die Verteidigung der Unabhängigkeit und der Demokratie“ in Amerika vorstehen.
Nach einer Vermittlungsmission des kolumbianischen Präsidenten Juan Manuel Santos und des venezolanischen Präsidenten Hugo Chávez einigten sich Zelaya und die honduranische Regierung auf eine Rückkehr des Expräsidenten aus dem Exil. Strafverfahren gegen Zelaya und seine Anhänger wurden eingestellt. Die Widerstandsbewegung in Honduras, Frente Nacional de Resistencia Popular (FNRP), deren Hauptkoordinator Manuel Zelaya ist, soll als politische Partei eingetragen werden und an zukünftigen Wahlen teilnehmen können. Im Gegenzug soll der Ausschluss von Honduras aus der OAS zurückgenommen werden. Zelayas Rückkehr in seine Heimat wurde am 28. Mai 2011 von seinen Anhängern begeistert gefeiert.

### Regierungskabinett
- Privatsekretär: Eduardo Enrique Reina.
- Stellvertreter des Präsidenten Elvin Ernesto Santos Ordóñez bis 18. Dezember 2008, Ricardo Arias Brito
- Außenministerin: Patricia Isabel Rodas Baca
- Regierungs- und Justizverwaltungsminister:  Jorge Arturo Reina
- Finanzministerin: Rebeca Santos.
- Verteidigungsminister: Arístides Mejía Carranza von Januar 2006 bis Ende Januar 2009, Ángel Edmundo Orellana Mercado bis 24. Juni 2009
- Ministro de la Presidencia: Enrique Flores Lanza
- Präsident der Banco Central de Honduras (BCH): Edwin Araque
- Präsident des Colegio Médico de Honduras (CMH): Carlos Aguilar
- Dirección Nacional de Transporte: Ruiz Pastor Canales
- Arbeitsministerin: Mayra Mejía del Cid
- Direktorin des Consejo Hondureño de Ciencia y Tecnología (Cohcit): Mayra Mejía del Cid
- Sicherheitsminister: Jorge Alberto Rodas Gamero, Álvaro Antonio Romero Salgado
- Ministerin für Técnica de Cooperación (Setco): Karen Lizeth Zelaya
- Minister für öffentliche Bildung: Marlon Antonio Brevé Reyes
- Minister für öffentliche Gesundheit: Jenny Meza Paguada
- Ministerin für Industrie und Handel: Miriam Elizabeth Mejia, Fredis Cerrato
- Ministerin für Umwelt und Rohstoffe: Mayra Mejia del Cid
- Minister für öffentliche Aufgaben, Transport und Wohnungsbau: José Rosario Bonanno Zaldivar
- Minister für Kunst, Kultur und Sport: Eng. Rodolfo Pastor Fasquelle
- Landwirtschaftsminister: Héctor Hernández Amador
- Tourismusministerin: Ricardo Martínez Castañeda
- ständiger Vertreter bei der Organization of American States: Carlos Sosa Coello
- Botschafter und Bevollmächtigter bei der Regierung der USA: Roberto Flores Bermudes.[26][27]

### Privates
Zelaya ist verheiratet mit Xiomara Castro de Zelaya und hat vier Kinder.